# Dicranomyia luteipennis
Dicranomyia luteipennis är en tvåvingeart som beskrevs av Maurice Emile Marie Goetghebuer 1920. Dicranomyia luteipennis ingår i släktet Dicranomyia och familjen småharkrankar. Inga underarter finns listade i Catalogue of Life.

## Bildgalleri

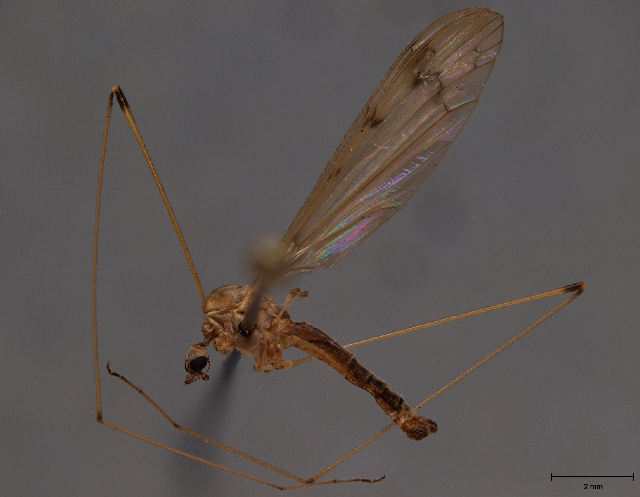